# Internazionale Torino
Maillots
L'Internazionale Foot-Ball Club Torino était un club de football italien qui fut fondé en 1891 à Turin à la suite de la fusion du Football & Cricket Club Torino et du Nobili Torino. 
Il s'agit du premier club italien de l'histoire du sport dans le pays à être uniquement destiné au football.

## Historique

### Couleurs
Les couleurs du club étaient le grenat que les dirigeants adoptèrent en hommage au Sheffield Football Club, considéré comme le plus vieux club de football au monde. Cette couleur fut abandonnée rapidement au profit de rayures verticales or et noires. 

### Histoire du club
Le club disputa son premier match le 6 janvier 1898 face au Genoa Cricket and Athletic Club. La partie fut jouée au stade de Ponte Carrega à Gênes et L'Internazionale s'inclina un but à zéro. 208 spectateurs assistèrent à la rencontre pour une recette de 101,45 lires. 
Les deux équipes se retrouvèrent en finale du premier championnat d'Italie en 1898 et le Genoa s'imposa de nouveau (2-1 après prolongation). 
L'année suivante, L'Internazionale s'inclina encore face au Genoa en finale (défaite 3-1). Pour cette finale les couleurs du club était le jaune et le noir. Ce fut la dernière participation du club au championnat d'Italie puisqu'il fut absorbé en 1900 par le Football Club Torinese, un autre club de la ville de Turin. 
Le FC Torinese profita immédiatement de l'apport des anciens joueurs de l'Internazionale puisqu'il fut finaliste du championnat d'Italie en 1900. 

### Bilan saison par saison
| Saison | Div.                 | Parcours |
| 1898   | Championnat d'Italie | Finale   |
| 1899   | Championnat d'Italie | Finale   |

## Joueurs célèbres
- Edoardo Bosio
- Herbert Kilpin